# 七咲友梨
七咲 友梨（ななさき ゆり）は、日本の写真家、元女優。

## 人物
島根県益田市出身。ニックネームはnana（ナナ）。身長154cm、靴のサイズ22.5cm、血液型B型。俳優としては2012年まで芸映に所属。上京後、ファッション関係で働いていたが、演技に興味を持ち、リアリズム演技を学ぶ。25歳で芸映に所属。役者として映画、ドラマ、舞台、CMなどで活動。2009年、写真家・横木安良夫に師事。高校生の頃から個人的に撮っていた写真を本格的に学び始める。写真の本質と演技には通じるものがあることに気づき、演劇の手法を取り込んだストーリー性のある、エモーショナルな世界観が特徴の作品をつくっている。

## 略歴
- 2001年 - 冨田浩太郎より演技を学ぶ
- 2001年 - リアリズム演技を学ぶ（ゼンヒラノ、ミユキ・ヒラノ、BOBBY中西、ROBERTA WALLACH）
- 2003年 - 映画「監禁屋」（林和哉監督）主演。他、いくつかのインディペンデント映画に出演。
- 2005年 - 芸映2005年 1000%オーディション特別賞受賞
- 2009年 - AYPC(Alao Yokogi Photo Club)に参加し、写真家横木安良夫に師事。本格的に写真を学ぶ。
- 2010年 - 国際交流基金 日中交流サイト「心連心」にて、「東京ライフ」連載（写真と文） 2010年5月 - 2011年4月
- 2011年 - 国際交流基金 日中交流サイト「心連心」にて、「留日情景」連載開始（写真と文） 2011年12月 2012年-7月
- 2012年 - 七咲友梨写真集「No where, but here」ShINC BOOKS/Bis. 12月5日出版
- 2014年 - 短編映画ばあちゃんのパンツ 主演 （2014年 Short Shots Film Festival Asia）監督：山川直人

## 写真家としての活動
- 2009年 写真家・横木安良夫に師事 AYPC（ALAO YOKOGI PHOTO CLUB)に参加
- 2010年 第1回AYPCグループ展「dearly days -なぜか気になるありふれた光景」
  - 4月：キヤノンギャラリー銀座
  - 6月：キヤノンギャラリー梅田
  - 国際交流基金日中交流サイト「心連心」にて連載「東京ライフ」（写真と文）2010年5月 - 2011年4月
  - 星村麻衣 7.29 シングル「Candy」CDジャケット撮影
- 2011年
  - 1月   KOBE＊HEART 写真展 vol:2 ～神戸をうたう写真家たち～（グループ展）/ 神戸アートビレッジセンター fuwari naokodo 撮影
  - 11月  第2回、AYPCグループ展「dearly days 2011」インスタイルフォトグラフィセンター
  - 12月 「すてきにハンドメイド」-NHK出版-こうの早苗
  - 12月  国際交流基金日中交流サイト「心連心」にて、「留日情景」連載開始（写真と文）
- 2012年
  - 1月  Kobe*Heart 写真展 vol:3 〜東北にとどけよう、神戸から〜（グループ展）写真と文 / 神戸アートビレッジセンター
  - 4月 Kobe*Heart 写真展 vol:3 〜東北にとどけよう、神戸から〜（グループ展）写真と文 / 仙台メディアテーク
  - 11月 AYPCグループ展「dearly days 2012 ー3年目のぐるぐるー」インスタイルフォトグラフィセンター
  - 12月5日 七咲友梨写真集 出版 「No where,but here」 ShINC.BOOKS.Bis.
  - 12月4日 「No where, but here」 release party of photo book "No where, but here"/ Shibuya Echo

- 2013年
  - 1月 25〜27 七咲友梨写真展「No where,but here」/ A.S ANTIQUES GALLERY
  - 1月 Kobe*Heart 写真展 vol:4 〜つなぐ、東北・神戸〜（グループ展）写真と文 / 神戸アートビレッジセンター
  - 3月 Kobe*Heart 写真展 vol:4 〜つなぐ、東北・神戸〜（グループ展）写真と文 / 仙台メディアテーク
  - 4月 フリーペーパー「東京流行通訊」創刊号（柳生みゆ）撮影
  - 4月 Kobe*Heart 写真展（グループ展）/ 仙台メディアテーク
  - 5月 フリーペーパー「東京流行通訊」第３号 撮影（柳生みゆ）撮影
  - 6月 フリーペーパー「東京流行通訊」第５号 撮影（道草アパート・田中雄一朗）撮影
  - 8月 「The very first tour  nanaco+ susumu osada」flyer 撮影、フリーペーパー「東京流行通訊」第７号 表紙・特集
  - 9月 IWAMI driver's map （島根県石見地方）ガイドブック 撮影、DKmade(2013A/W) ファッションブランド プロモーションビデオ 企画・演出・撮影
MARU presents "Energetic Crews"1st 写真・映像展示 / 幡ヶ谷FORESTLIMIT
  - 10月 GARDÉ COLLECTIVE x七咲友梨 x 大門美奈コラボレート写真集「動と静」(2014 s/s) ファッションブランドルックブック、カタログ 撮影
  - 11月 AYPCグループ展「dearly days 2013 ー写真でプレゼントー」インスタイルフォトグラフィセンター
  - 12月 TRANSIT23号 島根県 IWAMI driver's mapより、平澤最勝写真展「細胞分裂」トークショーゲスト参加 / ギャラリー きいろろ聡明堂
- 2014年
  - 1月 biyuty 女性下着ルックブック 撮影、   MOUTAKUSANDA!!!magazine (小橋賢児：リム・カーワイ) 撮影
   MOUTAKUSANDA!!!magazine（「MARU presents “Energetic Crews” 3rd」MOUTAKUSANDA!!! PEOPLE vol.2） 撮影
   「Fly Me To Minami〜恋するミナミ～」リム・カーワイ x 七咲友梨 トークショー / 渋谷オーディトリウム
   Kobe*Heart 写真展 vol:5 〜つたえる〜（グループ展）写真と文 / 神戸アートビレッジセンター
  - 2月 「Be Thow My Vision」 松崎由香 ミュージックビデオ 企画・演出・撮影・編集
  - 3月 GINGER 4月号 (JUJU) 撮影
   MARU presents "Energetic Crews"6th 展示(コラボレーション) / namGallery
  - 5月 GINGER 6月号(菅田将暉) 撮影
   CG world entry（なでしこ）撮影

```
  coconext#3 ゲスト出演（USTREAM）
   MOUTAKUSANDA!!! MAGAZINE OPENING PARTY 展示(コラボレーション) / 渋谷Glad
   Kobe*Heart 写真展 vol:5 〜つたえる〜（グループ展）写真と文 / 仙台メディアテーク
```

- - 6月 GINGER(斉藤工) 撮影
Great3「ポカホンタス」プロモーションビデオ 企画・演出・撮影・編集

### 写真集
- 2012年12月5日「No where,but here」撮影：七咲友梨 ShINC.BOOKS/Bis.
- 2015年・2016年「JIKKA SCENES1~3」(Amazon Kindle)　https://www.amazon.co.jp/Kindle%E3%82%B9%E3%83%88%E3%82%A2-%E4%B8%83%E5%92%B2%E3%80%80%E5%8F%8B%E6%A2%A8/s?ie=UTF8&page=1&rh=n:2250738051,p_27:%E4%B8%83%E5%92%B2%E3%80%80%E5%8F%8B%E6%A2%A8
- 2019.11  七咲友梨写真集 出版 「朝になれば鳥たちが騒ぎだすだろう」1.3h/ イッテンサンジカン   その他ZINEなど

## 撮影Artist actor
新垣結衣/阿部サダヲ/新木優子/安藤サクラ/石井慧/入山杏奈/岩永達也/瑛太/長田進/小沢まゆ/織田エリカ/加瀬亮/片山瞳/夏帆/木下百花/木村文乃/KALINA/河瀬直美/K.A.N.T.A/神田さおり/菊地凛子/木下百花(NMB48)/Great3/瑚々/小久保寿人/小橋賢児/是近敦之/斉藤工/坂口健太郎/坂本美雨/佐藤奈々子/篠原哲雄/篠原信彦/菅田将暉/静/白石聖/Jai West/JUJU/Julia Shortreed/諏訪敦彦/田中美晴/田中雄一郎/tosh/中井貴一/中江翼/中島健人/仁村紗和/Haruna Melody/林明日香/広瀬すず/廣瀬智紀/hito/hou/ピエール・バルー/古畑新之/星村麻衣/本田章一/松尾スズキ/松重豊/松坂桃李/松田龍平/松田凌/松本穂香/三木孝浩/三田麻央/miwa/冥丁/八嶋智人/山川直人/柳生みゆ/jan&naomi /young hastle/yahyel/吉田羊/ララバイ/リリー・フランキー/リム・カーワイ/渡部篤郎/和田彩花 など

## 七咲友梨 俳優としての活動

### 映画出演
- 2014・5 ばあちゃんのパンツ 主演 （2014年 Short Shots Film Festival Asia）監督：山川直人
- 旅の贈りもの 0:00発（2006年）
- チーム・バチスタの栄光（2008年、東宝系）

### イベント出演
- 2014.6 「豪雨から島根を守れ！～大雨災害から1年～」出演 ＮＨＫ松江放送局 島根県益田市 グラントワ ラジオ放送：ＮＨＫ松江放送局）

### テレビ ドラマ
- 美しい罠（2006年7月-9月、東海テレビ / フジテレビ系） - 吉野尚美 役
- 土曜ワイド劇場「逆転弁護～カリスマ占い師の生中継殺人!」（2006年12月9日、テレビ朝日系）
- 火曜ドラマゴールド 「私の頭の中の消しゴム 」（2007年3月13日、日本テレビ系） - 薫 役
- 土曜ワイド劇場「東京駅お忘れ物預り所」（2007年5月5日）
- 水曜ミステリー9「銀座高級クラブママ青山みゆき3」（2007年5月5日、テレビ東京系）
- おみやさん（2008年10月30日、テレビ朝日系） - ユキちゃん役
- 土曜ワイド劇場「終着駅シリーズ〜22殺人同盟～理科室の夜の秘密!?刑事が追う3つの完全犯罪!!森村誠一の螺旋状の垂訓」（2009年3月14日、テレビ朝日）
- 新・警視庁捜査一課9係 (2010年9月8日、テレビ朝日)
- おみやさんスペシャル（2010年12月16日、テレビ朝日）
- 毒姫とわたし（2011年9月3-4日、東海テレビ/フジテレビ系） - ミライ 役

### テレビ出演
- 2009 夢の扉 〜NEXT DOOR〜（2009年12月6日、TBS系） - ドリームナビゲーター
- 2009 写真家たちの日本紀行 〜未来に残したい情景〜 横木安良夫 島根を巡る旅出演（2009年8月15日、BSジャパン）
- 2012 デジタル☆一番星 (2012年4月 -  BS-TBS、tvk)

### 舞台出演
- およどんとお玉と熊ぐす博士（新歌舞伎座）2008年11月29日-12月21日
- 仙台四郎物語 福の神になった男（明治座）2009年9月4日-9月27日

### ナレーション
- da.gasita（渡部さとる）（photographers summit）スライドショー 2010年8月

### 雑誌モデル
- デジタルフォト （ソフトバンククリエイティブ）2009年6月号 横木安良夫撮影
- 2014 写ガール 撮影 横木安良夫
- 2014 CameraMagazine  撮影 横木安良夫

### モデル (女優)
- 2010年 テラウチマサト 撮影 作品「Carries DNA」 ポートレート専科2010写真展 渋谷ギャラリールデコ

### 広告出演
- 九段会館 イメージモデル 2008年2月－2010年2月
- 九段会館 イメージモデル 2010年2月－2012年2月

### CM出演
- 大鵬薬品工業ソルマック インフォマーシャル（映画 山本五十六） 吉田栄作×七咲友梨（おかみ役）2011年12月-2012年1月